# Kentron
Kentron (Armeens: Կենտրոն) is een van de 12 administratieve districten van de Armeense hoofdstad Jerevan.

## Ligging
Kentron ligt in het centrum van Jerevan en omvat het commercieel centrum van de stad. Het district grenst aan de districten Malatia-Sebastia en Ajapnyak in het westen, Shengavit en Ereboeni in het zuiden, Nor-Nork in het oosten en Arabkir en Kanaker-Zeytun in het noorden. De rivier Hrazdan stroomt door het district.
Het district is onofficieel onderverdeeld in kleinere wijken zoals Kond, Noragyugh, Pokr Kentron, Nor Kilikia, Kozern en Aygestan. Kond en Noragyugh behoren tot de 7 originele wijken van het oude Jerevan.

## Etymologie
Het woord kentron betekent letterlijk 'midden' in het Armeens en heeft dezelfde etymologische stam als het Engelse woord kentron, afkomstig van het Oudgrieks κέντρον (kéntron, "centrum"). Zijn West-Armeense verwant is getron.

## Geschiedenis
Nadat Armenië in 1920-1921 tot het Sovjetregime behoorde, werd Jerevan als eerste van de steden in de Sovjet-Unie ontwikkeld volgens een algemeen plan. Het Algemeen plan van Jerevan, ontwikkeld door de architect en academicus Alexander Tamanian, werd goedgekeurd in 1924. Het plan was oorspronkelijk ontworpen voor een bevolking van 150.000 mensen maar de stad transformeerde al snel in een moderne industriële metropool met meer dan een miljoen inwoners. Er werden ook nieuwe educatieve, wetenschappelijke en culturele instellingen opgericht. Tamanian nam nationale tradities op in hedendaagse stedelijke bouw. Zijn ontwerp presenteerde een radiaal-circulaire opstelling die de bestaande stad bedekte en een groot deel van het bestaande stratenplan opnam. Dientengevolge werden vele historische gebouwen in het centrum (de hedendaagse Kentron-wijk) van Jerevan afgebroken, inclusief kerken, moskeeën, de Safawiedenvesting, openbare baden, bazaars en karavanserais.
In de loop der jaren werd Kentron het meest ontwikkelde district van Jerevan, iets dat een aanzienlijke kloof heeft gecreëerd in vergelijking met andere districten in de stad. De meeste educatieve, culturele en wetenschappelijke instellingen werden geconcentreerd in Kentron. Het werd ook de thuisbasis van de administratieve gebouwen van de Republiek Armenië, waaronder de Presidentiële residentie, de Nationale Vergadering van Armenië, de Centrale Bank van Armenië, de Nationale Veiligheidsdienst en de meeste ministeriële gebouwen.

## Transport
Het district heeft een openbaar vervoernetwerk van bussen en trolleybussen. De Metro van Jerevan heeft vier metrostations in Kentron:
- Marchal Baghramian
- Jeritasardakan
- Hanrapetutian Hraparak
- Zoravar Andranik

### Belangrijkste straten en pleinen
- Aramstraat
- Abovjanstraat
- Mesrop Mashtots Avenue
- Mikael Nalbandianstraat
- Amiryanstraat
- Tigran Mets Avenue
- Sayat-Nova Avenue
- Tumanyanstraat
- Marshal Baghramyan Avenue
- Charentsstraat
- Paronyanstraat
- Proshyanstraat
- Italiëstraat
- Vazgen Sargsyanstraat
- Argishti Istraat
- Northern Avenue
- Saralanj Avenue
- Plein van de Republiek
- Vrijheidsplein
- Charles Aznavourplein
- Andrei Sakharovplein
- Russisch plein
- Place de France
- Stepan Shahumyanplein
- Alexandr Myasnikyanplein

## Onderwijs
- Staatsuniversiteit van Jerevan
- Komitas-staatsconservatorium van Jerevan
- Armeense Staatsuniversiteit voor Pedagogie
- Medische Staatsuniversiteit van Jerevan
- Technische Staatsuniversiteit van Armenië
- Staatsuniversiteit voor Talen en Sociale Wetenschappen van Jerevan
- Armeense Staatsuniversiteit voor Economie
- Armeense nationale academie voor wetenschappen

## Cultuur
- Nationale Bibliotheek van Armenië
- Nationale Galerij van Armenië
- Operatheater
- Sundukyan academisch staatstheater
- Paronyan muzikaal komedietheater
- Russisch theater Stanislavski
- Hovhannes Tumanyanpoppentheater
- Komitas-kamermuziekhal
- Arno Babajanian-concertzaal
- Matenadaran
- Historisch Museum van Armenië
- Kunstencentrum Cafesjian
- Yerevan History Museum
- Tsitsernakaberd
- Sergei Parajanovmuseum
- Huis-Museum Aram Chatsjatoerjan
- Khnko Aper-jeugdbibliotheek
- Armeens Centrum voor hedendaagse experimentele kunst

## Ontspanning en recreatie
- Moskou-bioscoop
- Nairi-bioscoop
- Cascade van Jerevan
- Vernissage

## Sport
- Hrazdanstadion
- Vazgen Sargsyan Republicanstadion
- Pyunikstadion en trainingscomplex
- Karen Demirchiancomplex

## Parken
- Engels park
- Kinderpark
- Abovian kinderpark en spoorweg
- Tsitsernakaberdpark
- Cirkelpark
- Geliefdenpark
- Martiros Sarianpark
- Komitaspark
- Shahumianpark
- Missak Manoutjsanpark

## Religieuze gebouwen en historische sites
- Zoravor Surp Astvatsatsinkerk
- Sint-Sarkiskathedraal
- Katoghikekerk
- Johannes de Doperkerk
- Sint-Gregorius de Verlichterkathedraal
- Sint-Annakerk
- Blauwe moskee
- Rode brug (ruïne, 17e eeuw)

## Fotogalerij

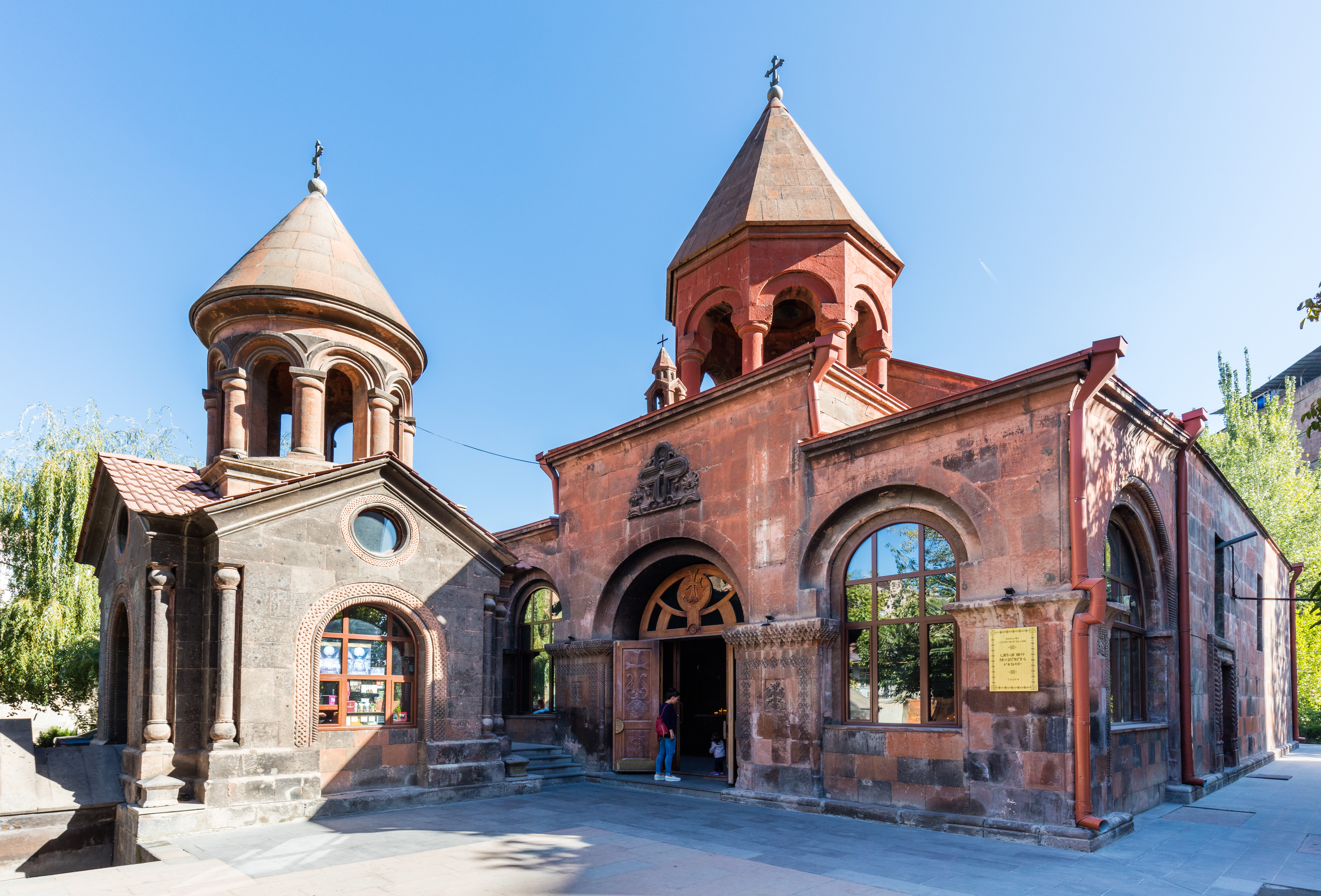
Zoravor Surp Astvatsatsinkerk
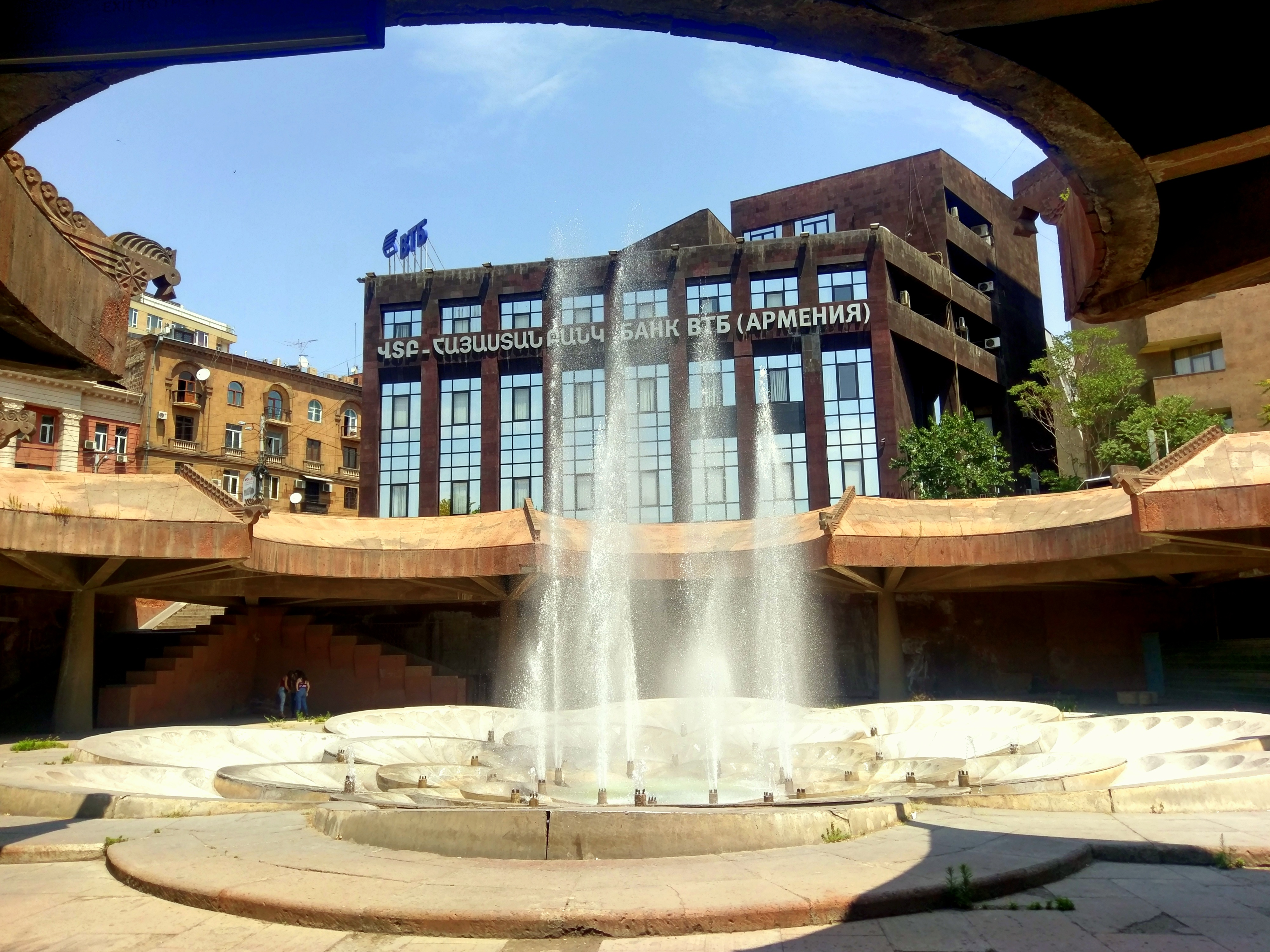
Fonteinen op het Plein van de republiek, voor het metrostation
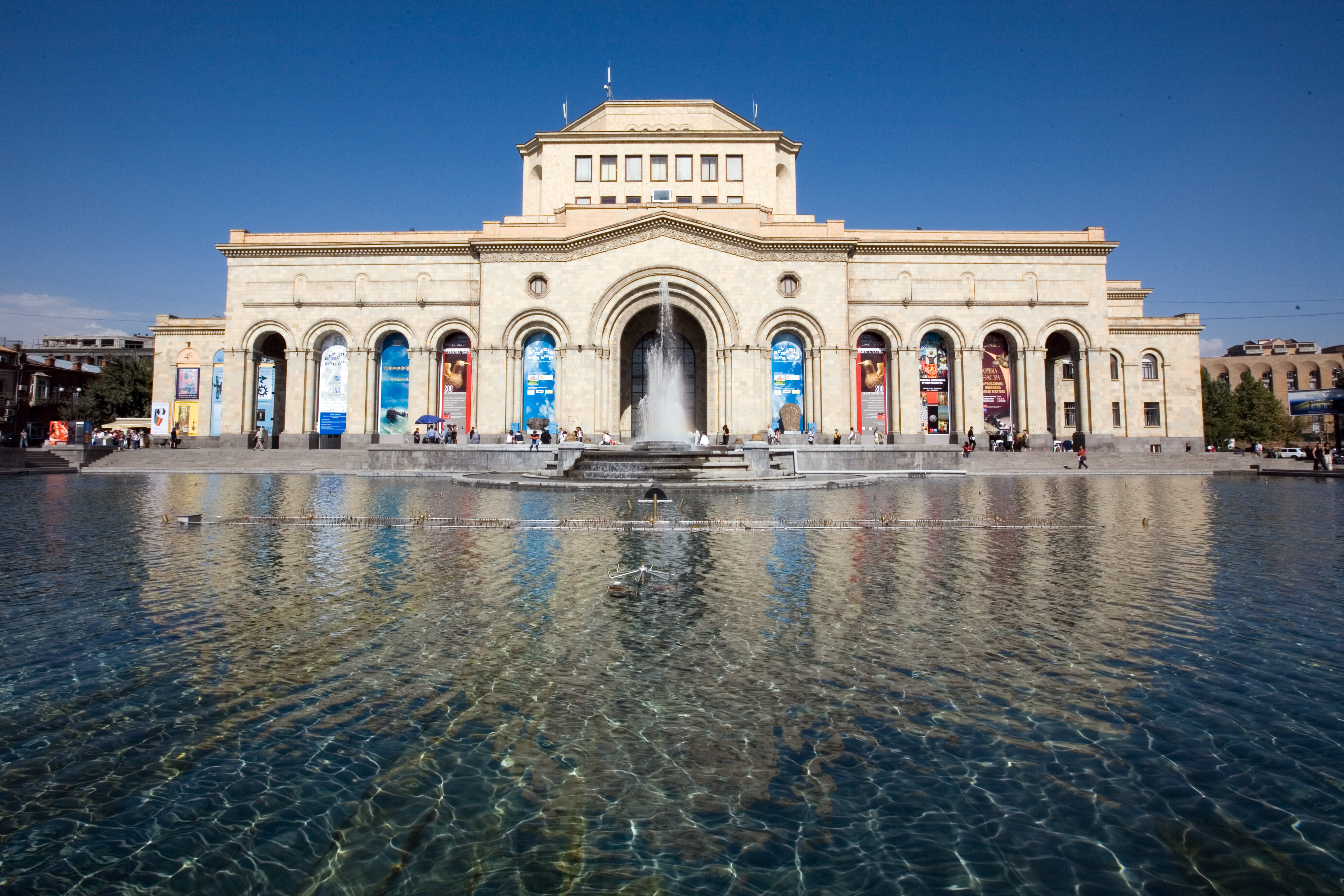
De Nationale Galerij van Armenië
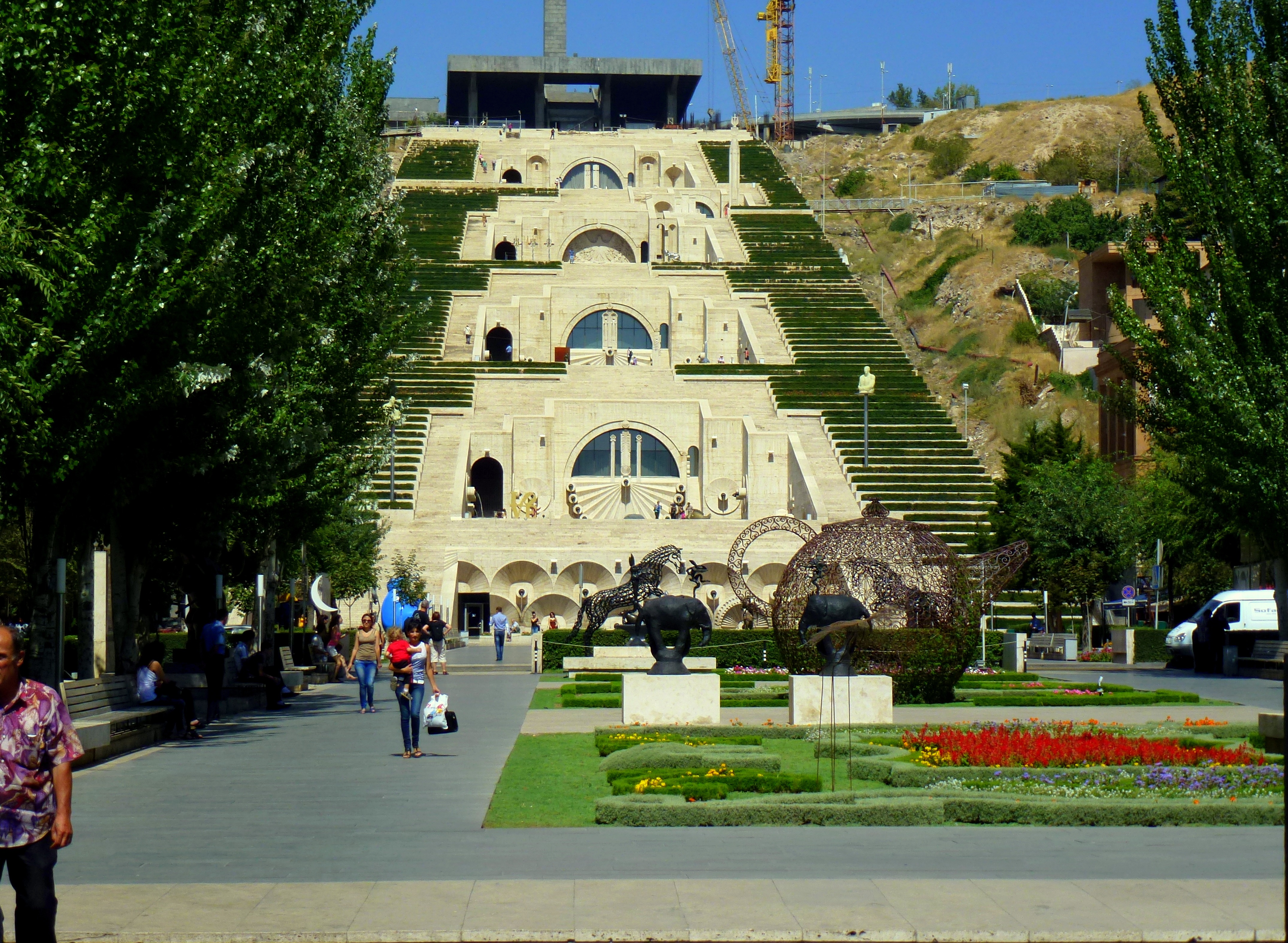
Kunstmuseum Cafesjian aan de waterval van Jerevan
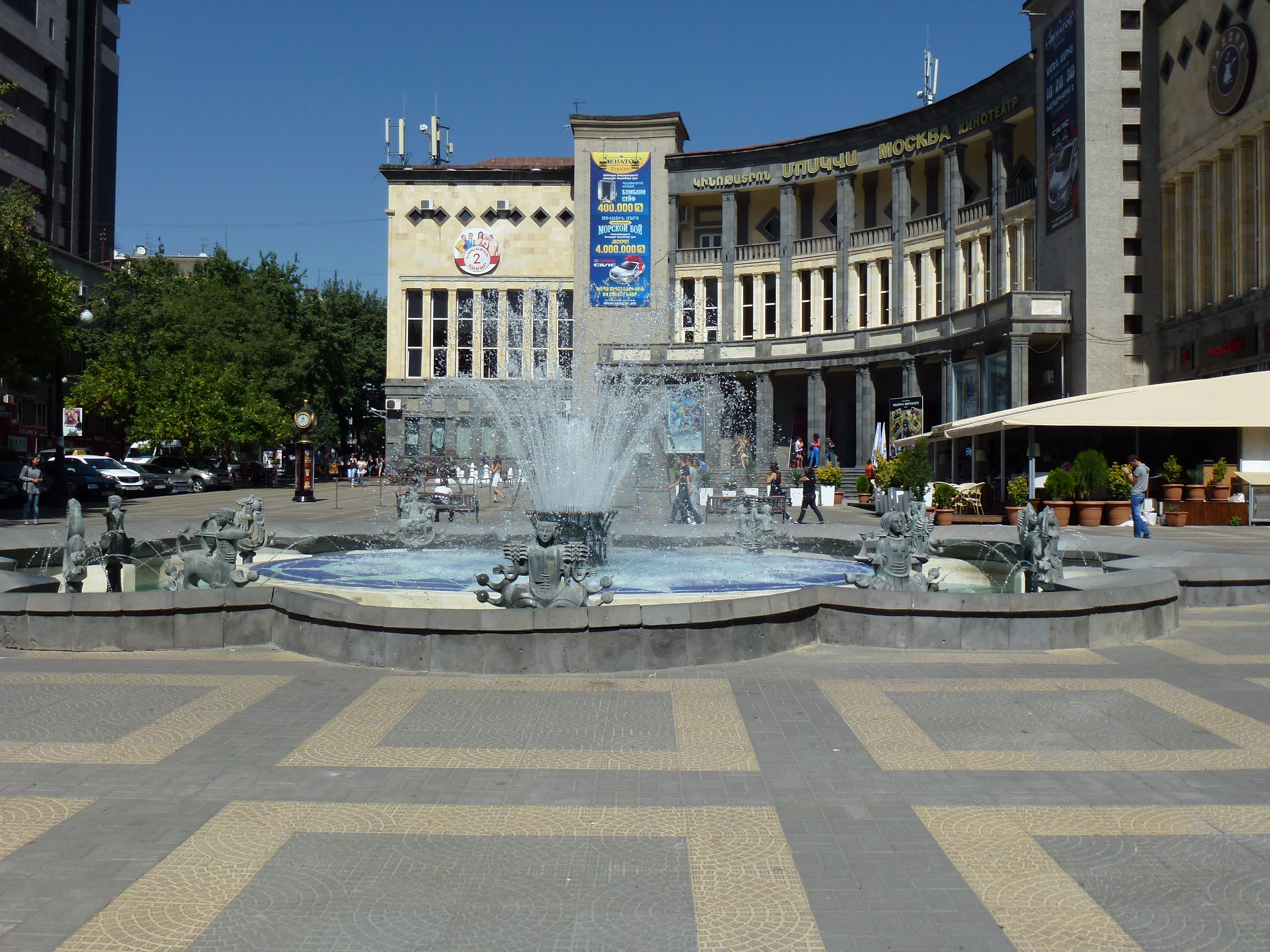
Charles Aznavourplein

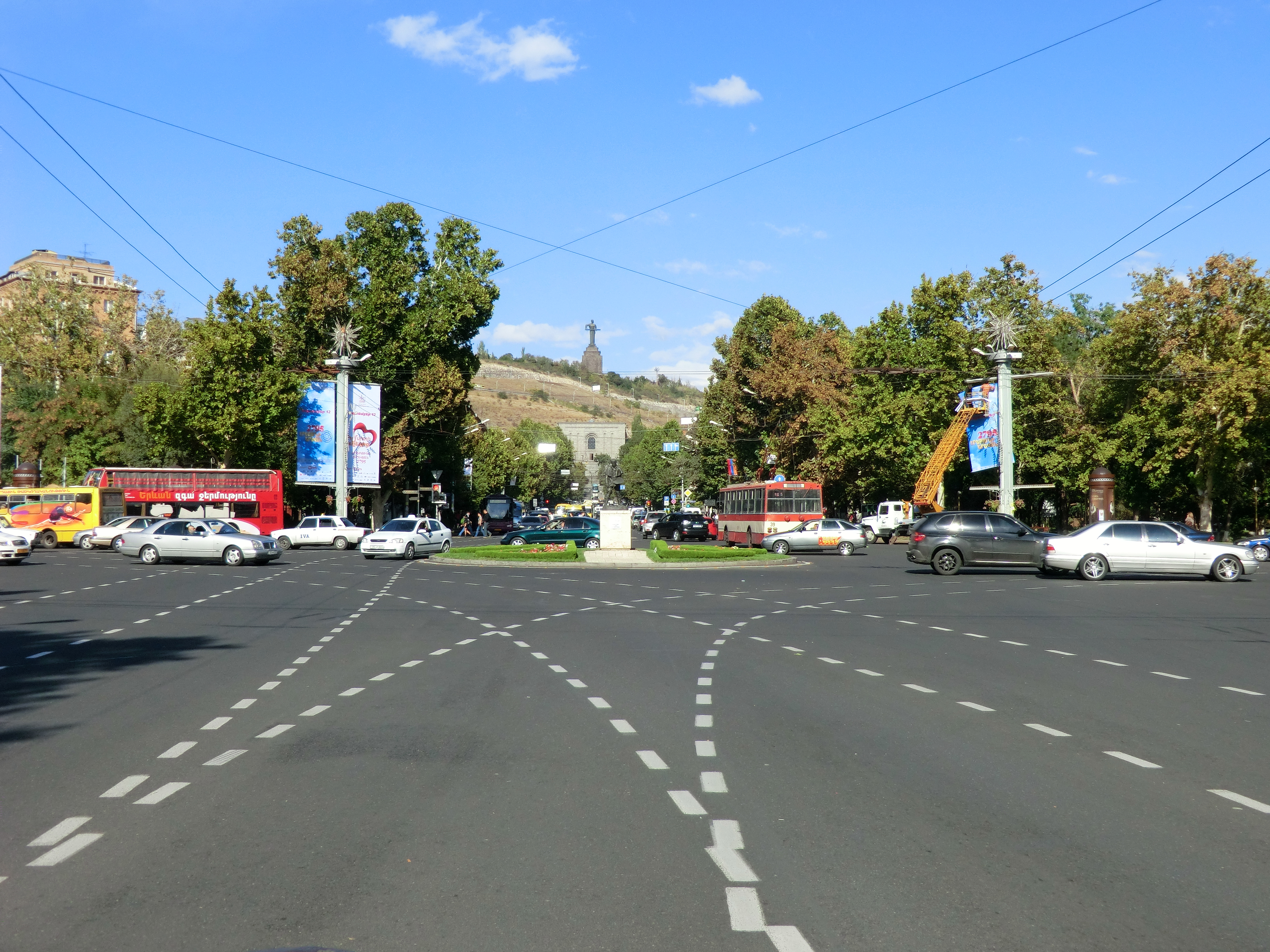
Place de France, met het standbeeld van Jules Bastien-Lepage in het centrum
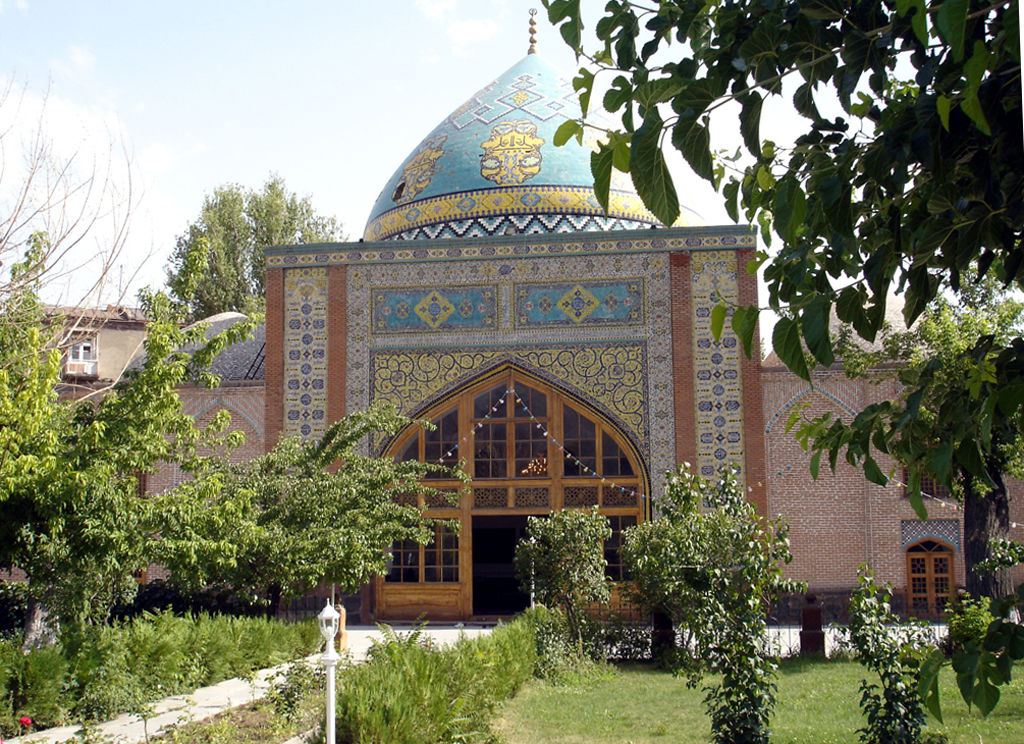
De Blauwe moskee
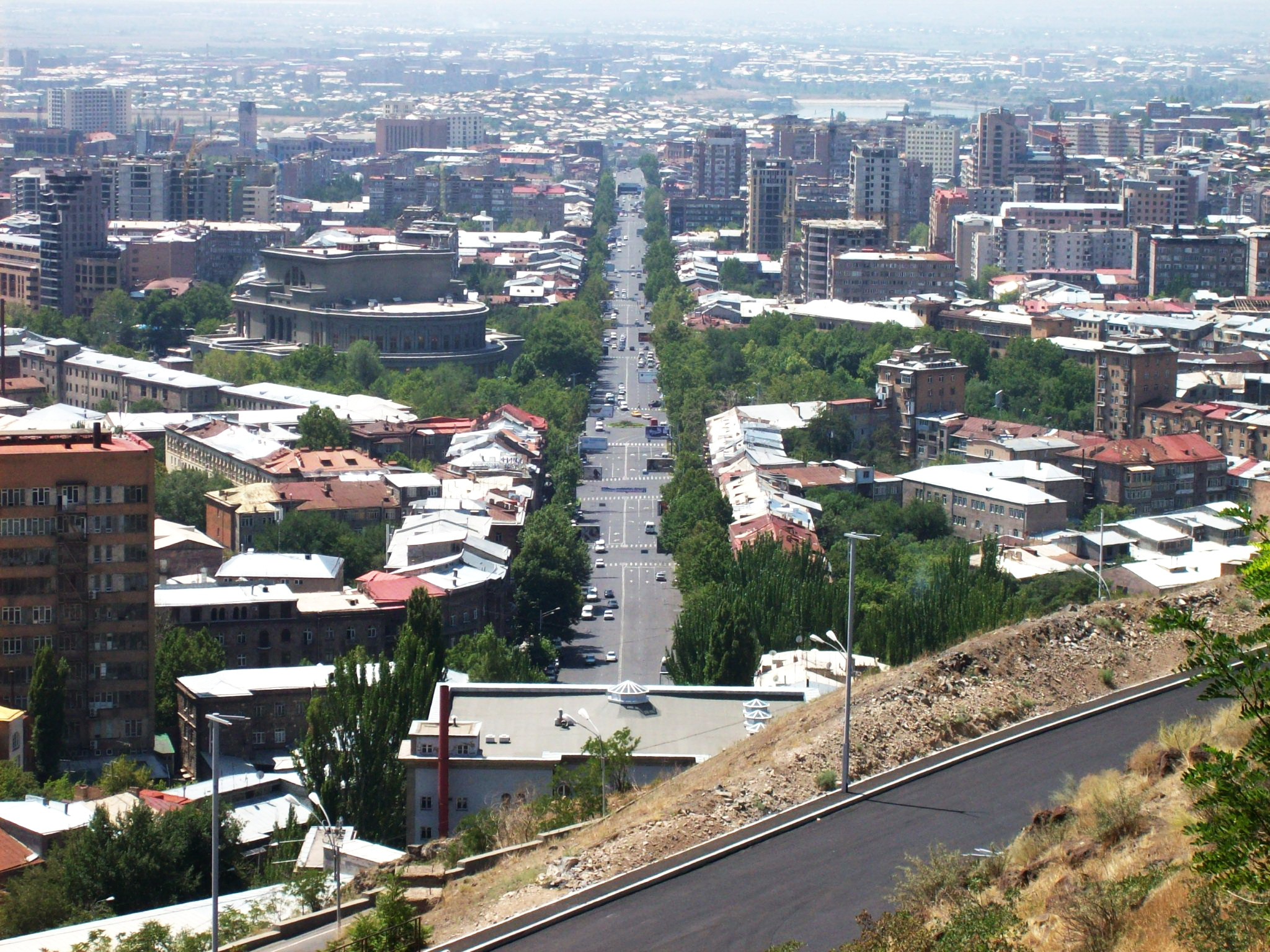
Mesrop Mashtots Avenue
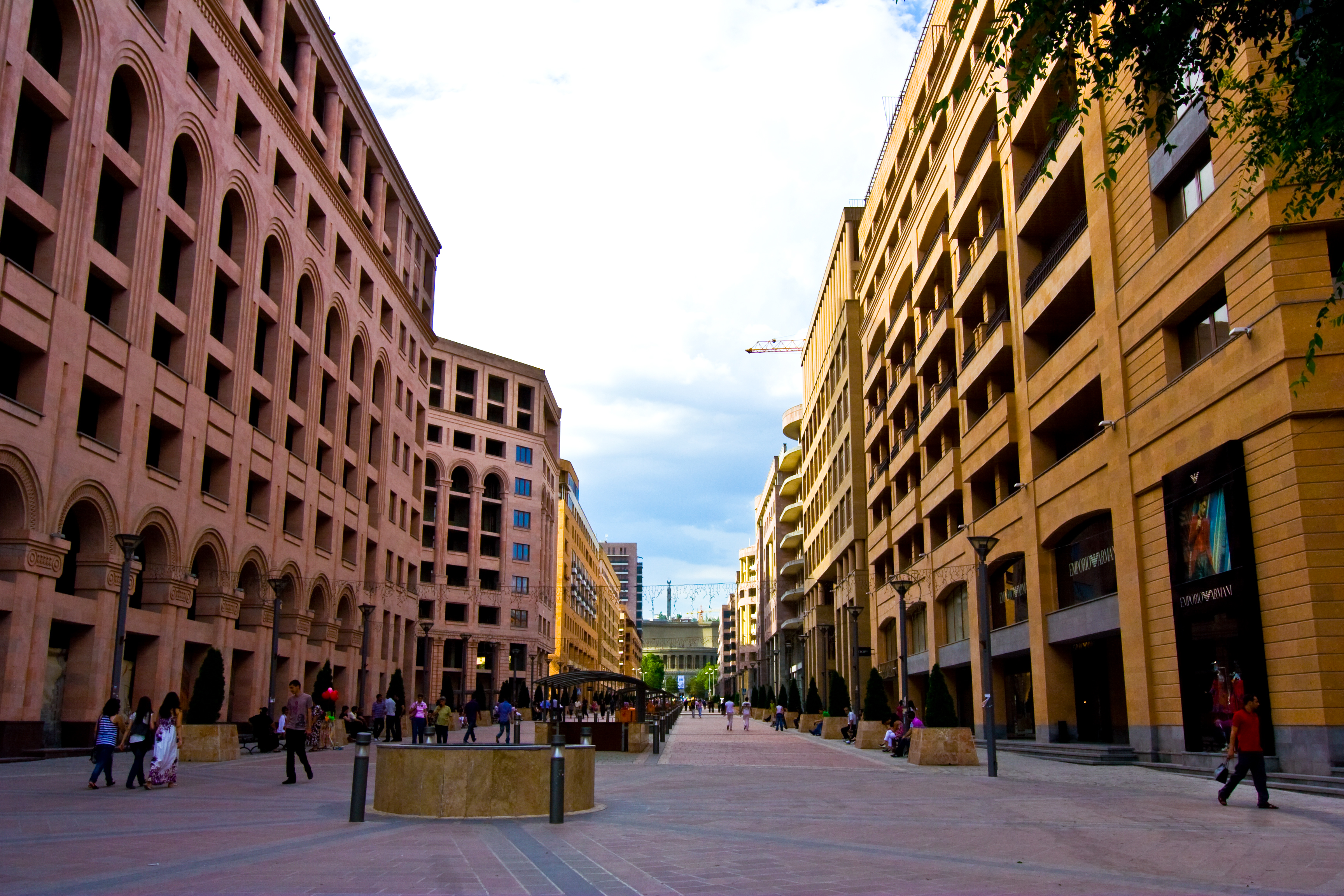
Northern Avenue
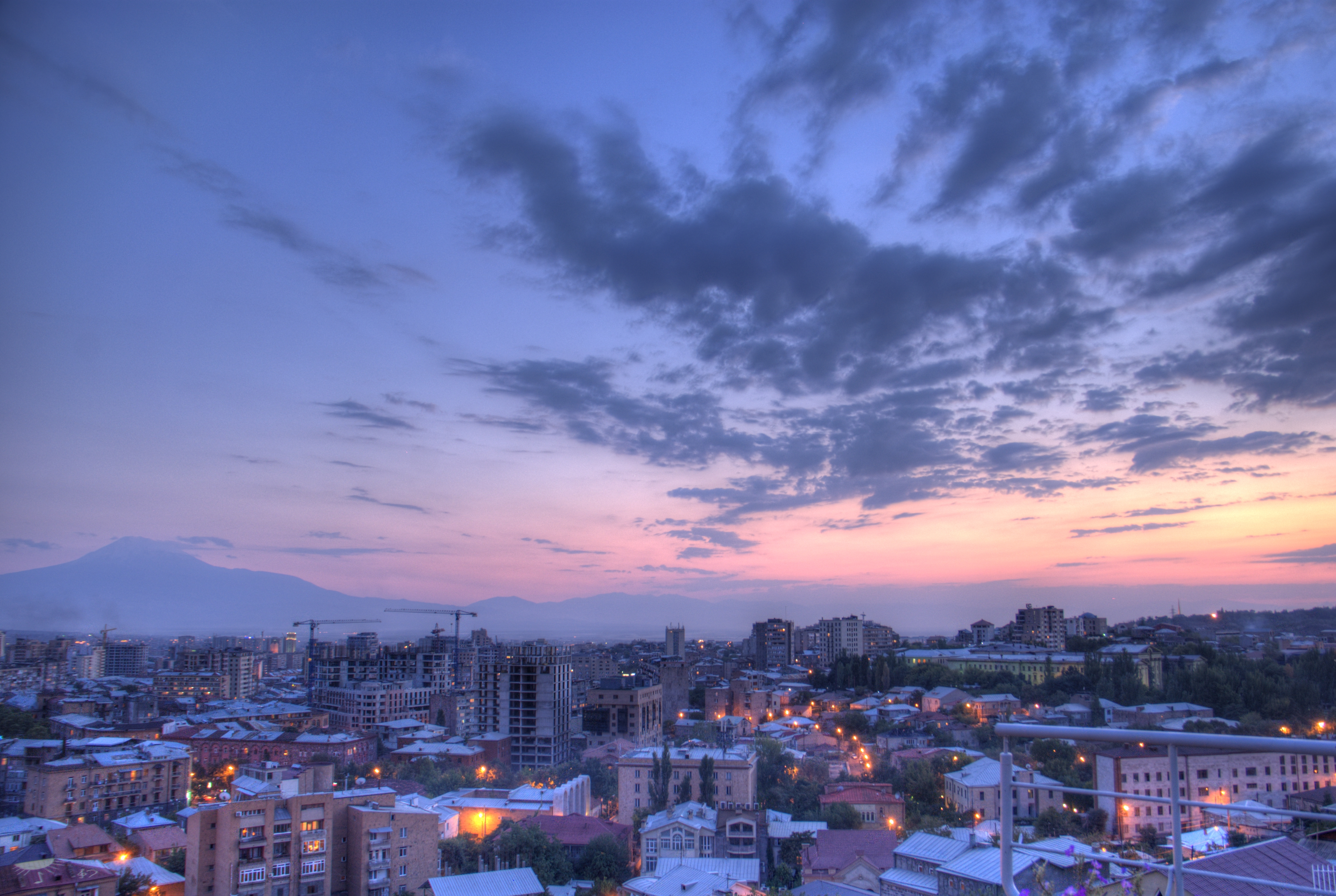
Zonsondergang boven het district

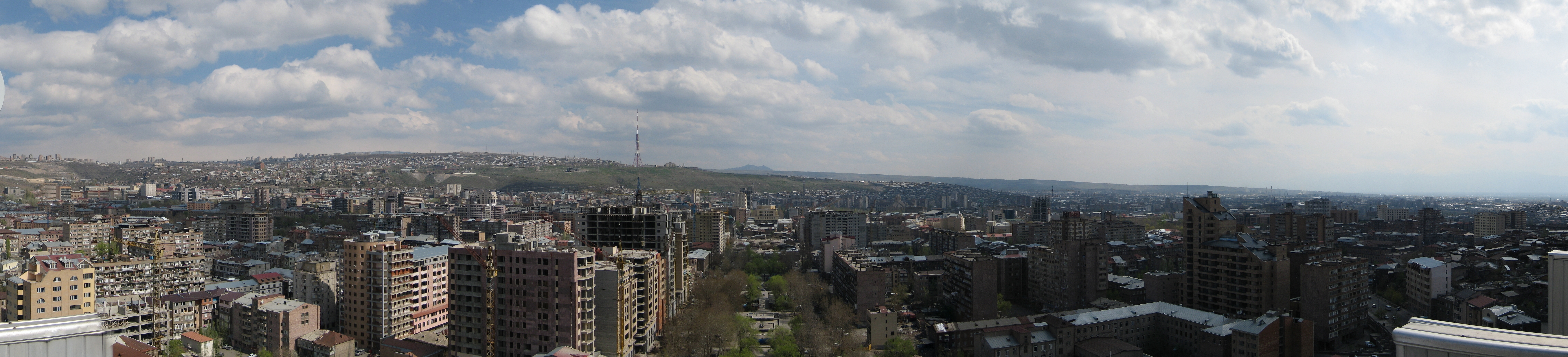
Panoramisch zicht op het district Kentron

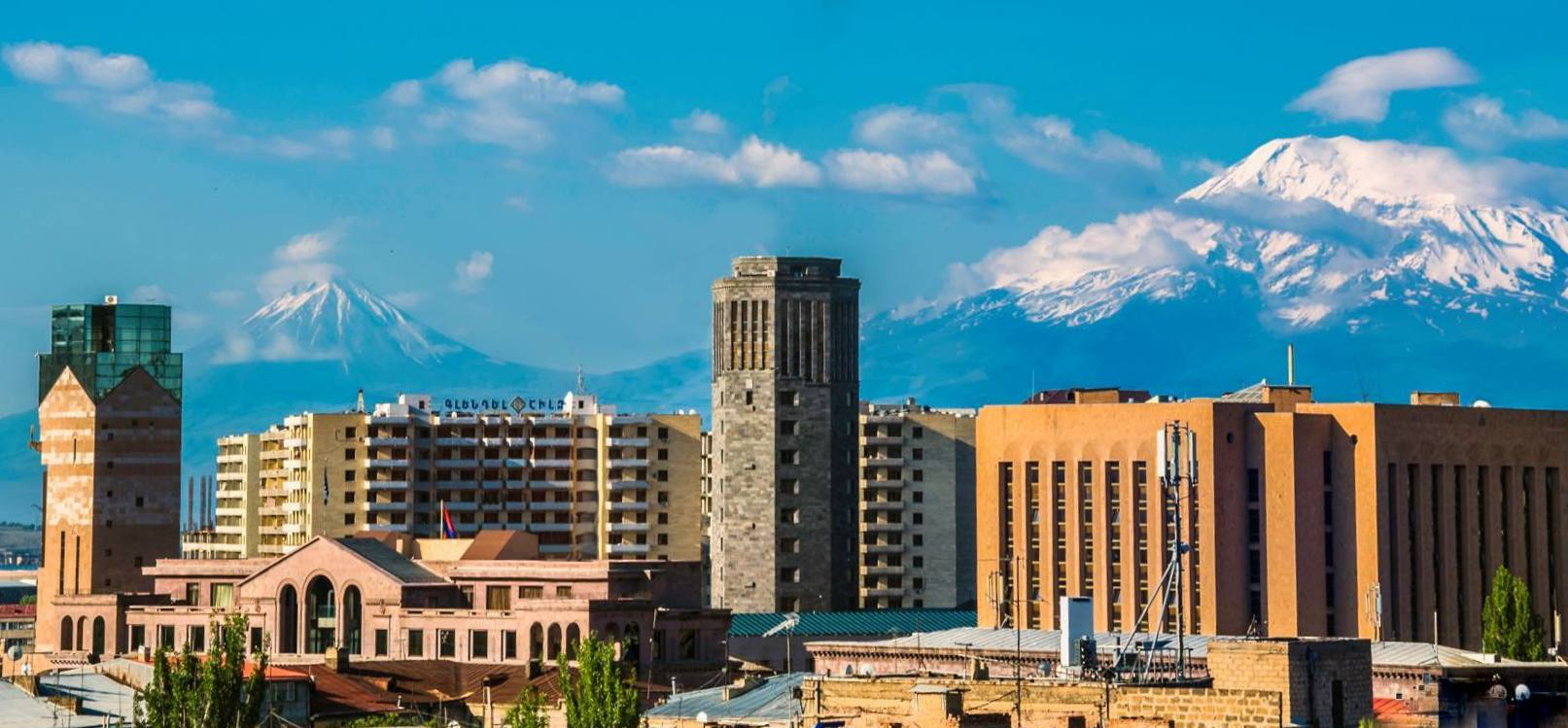
Panoramisch zicht op Kentron (van links naar rechts): De klokkentoren van het stadhuis, de Ardshinbank (voorgrond), Glendale Hills residentiële gebouwen (achtergrond), de toren van de Ararat brandyfabriek, de Russische ambassade, met het Ararat-gebergte op de achtergrond.

Ajapnyak ·
Arabkir ·
Avan ·
Davtashen ·
Ereboeni ·
Kanaker-Zeytun ·
Kentron ·
Malatia-Sebastia ·
Nor-Nork ·
Nork-Marash ·
Nubarashen ·
Shengavit